# Gabriel Sedlmayr
Gabriel Sedlmayr le jeune, ou Gabriel Sedlmayr II (on écrit parfois Sedlmayer), est un maître brasseur bavarois, né le 26 février 1811, mort le 1er octobre 1891. À la tête de la brasserie Spaten, à Munich, il a joué un rôle majeur dans l’histoire de la fermentation basse.

## Biographie
C’est en 1807 que son père, le dynamique Gabriel Sedlmayr Ier (1772-1839), maître-brasseur à la cour de Bavière, prend en main la brasserie Spaten. Leurs initiales à tous deux frappent aujourd’hui encore le logo de la brasserie.

### Les voyages
À cette époque, en Bavière, avant de prétendre au diplôme de maître-brasseur, il convient de faire deux ans d’apprentissage, suivis d’une période de travail en tant que « brasseur voyageur », chez soi ou à l’étranger. Gabriel II opte pour l’étranger. À la fin des années 1820, il commence à voyager à travers l’Europe.
En 1832, il se lie avec le jeune autrichien Anton Dreher, dont la mère possède une brasserie à Klein Schwechat, près de Vienne. C’est le début d’une amitié et d’une fructueuse collaboration. Ces deux jeunes gens feront plus tard la fortune de leurs deux familles.
Les voyages de Gabriel vont durer six ans, peut-être plus. Après l’Autriche, il se rend en Grande-Bretagne, en 1833, accompagné de Dreher. Les deux complices visitent les brasseries de Grande-Bretagne (Londres, Birmingham, Liverpool, Manchester, Sheffield, Newcastle, Édimbourg, Alloa...), découvrant l’avance des Britanniques dans l’utilisation de la vapeur, dans celle du thermomètre et du saccharimètre, dans l’application brassicole de découvertes biochimiques. À la brasserie Bass, à Burton, Gabriel fait l’acquisition de son premier saccharimètre. Dans d’autres brasseries, les deux garçons prélèvent discrètement des échantillons de moût et de levure.
Gabriel visite les brasseries de Prusse, de Bohême, de Suisse, du Bade-Wurtemberg, de la vallée du Rhin, de Belgique et de Hollande. Toutes ces rencontres lui permettent de mesurer le retard des Bavarois dans certains domaines. Les techniques des Britanniques et des Belges pour tourailler le malt sont plus élaborées. Les Britanniques et les Prussiens en savent plus long sur la transformation de l’amidon en sucres fermentescibles, durant le brassage.

### La brasserie Spaten
Gabriel Sedlmayr Ier laisse à ses deux fils, en 1836 (ou 1839), une brasserie en pleine expansion. Gabriel le jeune, en association avec son frère Josef, va donner une nouvelle impulsion à l’entreprise familiale, qui produit à l’époque de la bière brune. L’infatigable esprit d’innovation de Gabriel fait bientôt de Munich, et jusque dans les années 1870, le haut-lieu des échanges brassicoles européens. En 1845, Gabriel rachète la part de Josef. Ce dernier va connaître le succès de son côté, en prenant en 1861 (ou 1863) la tête de la brasserie Franziskaner.
En 1851, le succès de la Spaten est tel que la brasserie de la Bayerstrasse ne satisfait plus la demande. Gabriel doit la transférer sur la Marsstrasse. Spaten devient, en 1867, la plus importante brasserie de Munich.

## Ses innovations
Dès 1840, Gabriel Sedlmayr a lancé un vaste programme de modernisation de sa brasserie.

### La force motrice
Il est le pionnier de l’utilisation, en brasserie, de la vapeur comme force motrice. Hors de Grande-Bretagne, c’est dans la brasserie Spaten que fut installée, en 1844, la première machine à vapeur destinée au brassage de la bière.

### Leslevures
Gabriel Sedlmayr s’est associé à Pasteur et à ses disciples pour l’étude de la fermentation.

### Lafermentation basseindustrielle
La fermentation basse est connue en Bavière depuis au moins le XVe siècle (on en a trace en 1420). Les Bavarois avaient en effet remarqué deux avantages du froid : la bière ne surissait pas et les levures finissaient par tomber au fond du tonneau (d’où le nom de fermentation basse). Il fallait bien sûr de la glace en abondance — et des grottes pour qu’elle ne fonde pas. Toutes choses que l’on trouve dans les Préalpes bavaroises. La production de la bière de fermentation basse (la lager, mot allemand qui signifie stockage) était donc très localisée, très saisonnière et très artisanale.
Gabriel Sedlmayr est le principal acteur de la mise au point de la fermentation basse de type moderne, en collaboration avec son ami Anton Dreher. S’inspirant des travaux de l’illustre brasseur de Brno, František Ondřej Poupě (1753-1805), ils vont donner à la production de la lager des bases scientifiques, que les études de Pasteur sur les souches de levure et le processus de fermentation viendront renforcer. Ce qui va permettre enfin une maîtrise de la qualité — jusque-là laissée aux bons soins du hasard — et une application industrielle de la fermentation basse. 
Une querelle éclatera au XXe siècle pour déterminer qui, de Sedlmayr ou de Dreher, a le premier mis en œuvre ce procédé révolutionnaire. La confusion sera à son comble lorsque des habitants de Pilsen affirmeront que ce fut Josef Groll, en 1842, lorsqu’il créa une bière qu’on appellera plus tard la Pilsner Urquell, et qui devait donner naissance au type de bière le plus répandu dans le monde, la pils. Hitler se mêlera de la controverse, et désignera une commission d’enquête. En 1942, le verdict sera rendu : le premier brassin de fermentation basse de la révolution industrielle fut produit par Anton Dreher, en 1841.
Quoi qu’il en soit, le rôle de Seydlmayr est prépondérant, et Michael Jackson n’hésite pas à voir en lui le « plus grand protagoniste » de la fermentation basse.

### La réfrigération
Gabriel Sedlmayr collabore avec Carl von Linde au développement de la réfrigération. C’est dans la brasserie Spaten que von Linde fait installer en 1873 son premier système, utilisant le diméthyléther (DME) comme réfrigérant. Il n’y aura bientôt plus besoin de glace, ni de grottes lointaines pour la maturation, et l’on pourra brasser à tout moment de l’année.

### Le chauffage
C’est à la brasserie Spaten que l’on voit, en 1876, les premières cuves de brassage chauffées à la vapeur.

### La formation
Avide d’apprendre, Gabriel Sedlmayr est également tout disposé à partager ses connaissances. Il aide les autres brasseurs allemands. Mais son élève le plus célèbre est un danois, Jacob Christian Jacobsen, qui apprend chez lui les rudiments du métier. Il revient quelques années plus tard et, en digne élève de son maître, repart avec deux pots de levure cachés dans son haut-de-forme. C’est donc avec de la levure Spaten que Jacobsen réussit à brasser la première bonne bière de fermentation basse du Danemark, celle qui va devenir, le 10 novembre 1847, la Carlsberg.